# ГЕС Арнпрайор
ГЕС Арнпрайор – гідроелектростанція у канадській провінції Онтаріо. Знаходячись після ГЕС Стьюартвіль, становить нижній ступінь каскаду на річці Мадаваска, правій притоці Оттави (впадає ліворуч до річки Святого Лаврентія, котра дренує Великі озера).
В межах проекту річку перекрили бетонною греблею висотою 35 метрів та довжиною 810 метрів, крім того, для закриття сідловини на правобережжі знадобилась допоміжна споруда висотою 18 метрів та довжиною 1100 метрів. Разом вони утримують витягнуте по долині річки на 16 км водосховище з площею поверхні 9,3 км2. 
Інтегрований у праву частину греблі машинний зал обладнали двома пропелерними турбінами потужністю по 40 МВт, які працюють при напорі у 21,2 метра.